# National Post
National Post é um jornal canadense, em língua inglesa, com sede em Toronto. Faz parte do Postmedia Network e foi fundado em 1998 por Conrad Black.
Trata-se de um jornal de posições conservadoras ou neoconservadoras, decididamente pró-Israel e seu governo. O Post foi um dos poucos jornais canadenses a apoiar Israel durante o conflito com o Hezbollah no Líbano, em 2006, ao mesmo tempo em que acusava outros veículos de promoverem uma campanha contra Israel. A BBC, por exemplo, foi acusada de ser um "virtual instrumento de propaganda do Hezbollah".